# Carex debilis
Carex debilis é uma espécie de planta com flor pertencente à família Cyperaceae. 
A autoridade científica da espécie é Michx., tendo sido publicada em Flora Boreali-Americana 2: 172. 1803.

## Portugal
Trata-se de uma espécie presente no território português, nomeadamente no Arquipélago dos Açores.
Em termos de naturalidade é introduzida na região atrás referida.

## Protecção
Não se encontra protegida por legislação portuguesa ou da Comunidade Europeia.